# Iowa
|  | Per a altres significats, vegeu «Iowa (desambiguació)». |

Iowa és un estat dels Estats Units d'Amèrica al nord-est de la federació (Midwest). Sovint a aquesta zona li diuen el cor de la terra americana ("American Heartland"). El seu nom deriva dels amerindis ioway. Iowa va formar part de l'Imperi colonial francès de Nova França. Després de la Compra de Louisiana, es va fonamentar l'economia en l'agricultura essent el cor del Corn Belt (cinturó del blat de moro). Iowa sovint es coneix com la capital alimentària del món ("Food Capital of the World"). Tanmateix, l'economia, cultura i paisatge d'Iowa és diversa.
A la segona meitat del segle XX l'economia agrícola d'Iowa va passar a diversificar-se amb indústria, serveis financers, biotecnologia i producció d'energia neta. És a la llista dels estats dels Estats Units més segurs per viure-hi.
Segons el cens dels EUA del 2000, hi havia censats a l'estat 18.884 amerindis nord-americans (0,6%). Per tribus, les principals són els cherokees (2.768), sioux (2.352), fox i sauk (1.287), anishinaabemowin (632), winnebago (600), omaha (486), blackfoot (441), i ponca (83).

## Història
Quan els primers amerindis van arribar al que avui es diu Iowa des de fa més de 13.000 anys, eren caçadors-recol·lectors que habitaven un paisatge glacial del pleistocè. Quan els exploradors europeus hi van arribar, els amerindis s'havien convertit en agricultors amb una infraestructura econòmica, social i política. Aquesta transformació es va dur a terme a poc a poc. Durant el període arcaic d'Amèrica (fa uns 10.500 - 2.800 anys) els amerindis es van adaptar als hàbitats i ecosistemes i van arribar a ser més sedentaris quan la població augmentava. Des de fa més de 3.000 anys, durant l'època arcaica tardana, els amerindis a Iowa van començar a conrear plantes domesticades. El període següent, conegut com el «període Woodland» es va caracteritzar per una dependència més gran de l'agricultura i per una estructura social més complexa. Va augmentar també l'ús dels monticles i de la ceràmica. Durant el període prehistòric tardà, que a començar sobre el 900 dC, va predominar el conreu de blat de moro. Els canvis socials van fomentar assentaments ja estables. L'arribada dels productes i de les malalties d'Europa al període post-històric va trastornar la població ameríndia, la seva economia i la seva estructura social.

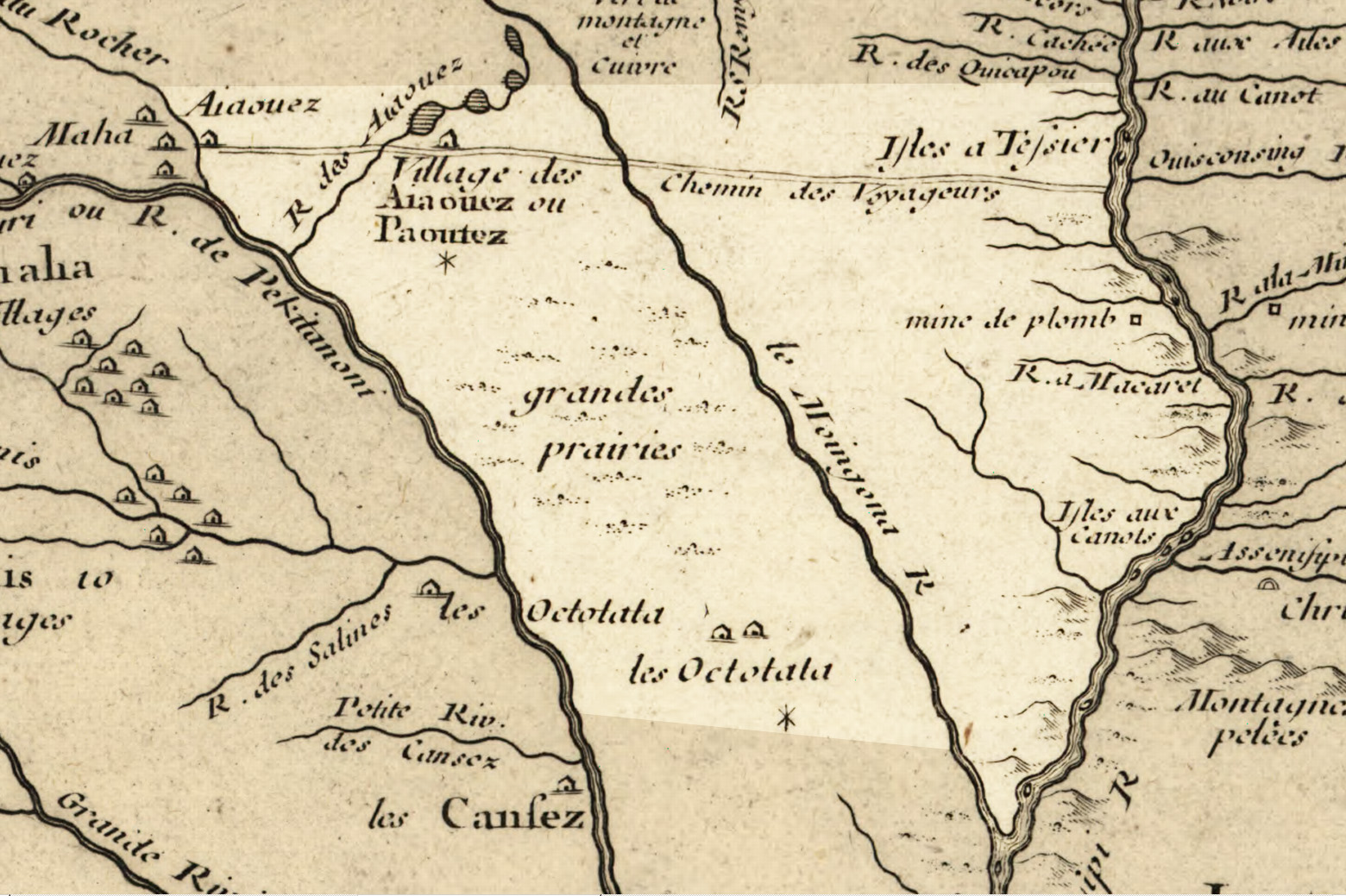
Iowa el 1718. L'estat modern hi apareix en un color més clar.

Els primers europeus que van visitar la regió van ser els exploradors francesos Louis Jolliet i Jacques Marquette el 1673. Van arribar-hi navegant pel riu Mississipi, i després d'examinar la zona van escriure que Iowa semblava una regió verda i fèrtil. El territori estava habitat per amerindis, entre els quals hi havia els iowa, els saük, els mesquaki, els sioux, els potawatomi i els missouri.
Julien Dubuque (1762-1810), nascut de pares normands a Saint Pierre les Brecquest, a la riba austral del riu Sant Llorenç, una mica més de cent quilòmetres a l'est de la Ciutat de Quebec (Canadà), va ser el primer europeu que va viure al que ara és Iowa. El 1788 va aconseguir el permís dels caps de la tribu fox, i posteriorment també de les autoritats espanyoles, per minar la galena als vessants del costat del riu Mississipi i als encontorns de la ciutat.
Els Estats Units van obtenir Iowa com a part de la compra de Louisiana el 1803. Els potawatomi, els oto i els missouri havien venut llur territori al govern federal abans del 1830, i el juny del 1833 va començar la colonització oficial d'Iowa per part dels Estats Units. La major part dels primers colons procedien d'Ohio, Pennsilvània, Nova York, Indiana, Kentucky i Virgínia.
Els primers colons van enfrontar una vida solitària i dura a les primeres dècades. Havien d'adaptar-se als prats extensos sense arbres i que patien grans incendis anuals de les praderies silvestres que cobrien el terreny. Només l'extrem orient del territori tenia prou boscos per abastir les necessitats de construcció d'habitatges i de combustible. L'arribada del ferrocarril el 1850 i el 1860 va obrir el mercat nacional i internacional als productes agrícoles de la regió, i la població va créixer de 43.112 el 1840 a 1.194.020 el 1870. Com a resultat parcial d'una campanya oficial per atreure immigrants el 1869, van arribar-hi molts de països europeus com Alemanya, Suècia, Noruega i Països Baixos.
El govern federal va acceptar Iowa en qualitat d'estat dels Estats Units el 28 de desembre de 1846.

## Geografia física

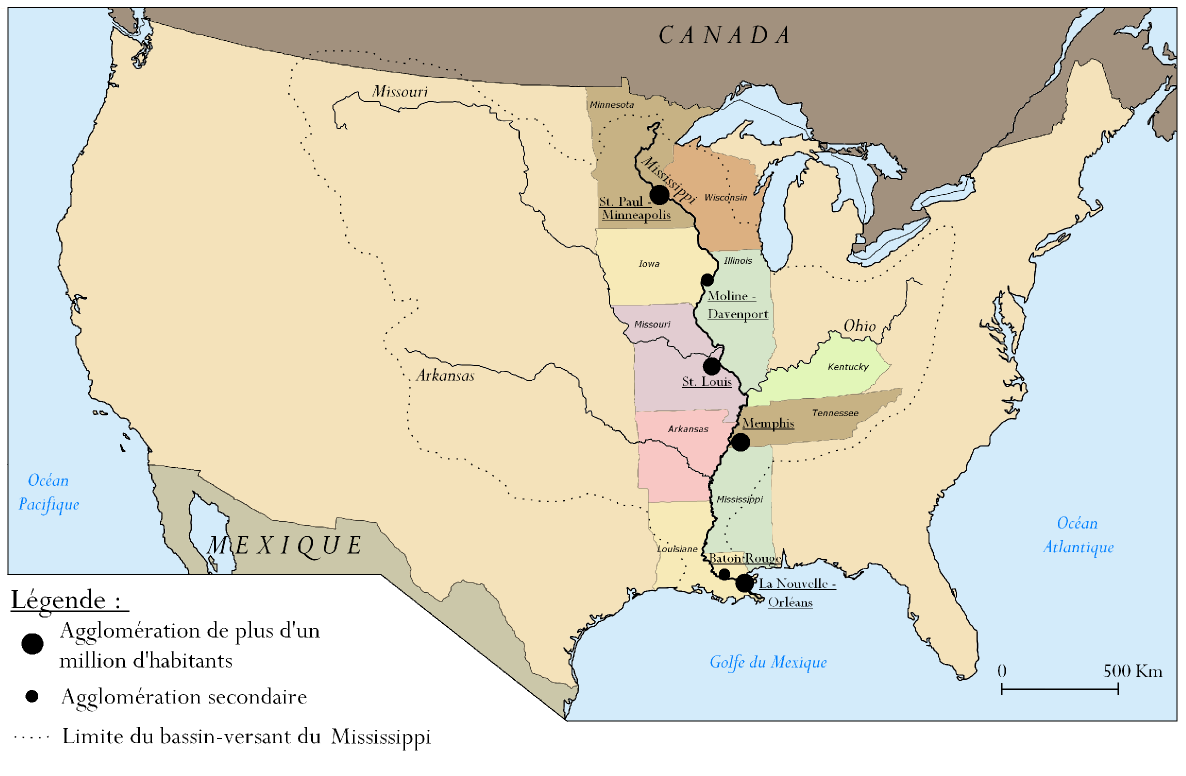
El límit est d'Iowa amb Wisconsin i Illinois el forma el riu Mississipi.

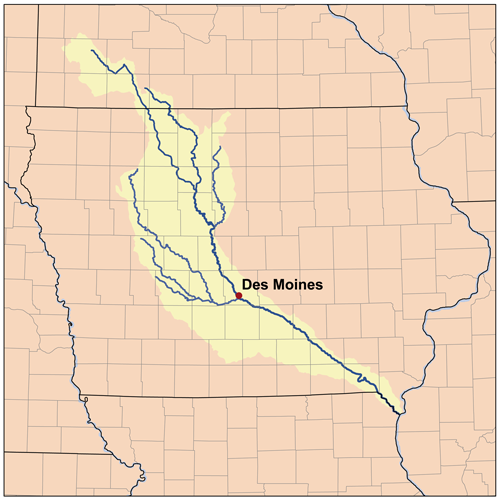
El riu Des Moines travessa Iowa en direcció sud-est, i passa per la capital, Des Moines.

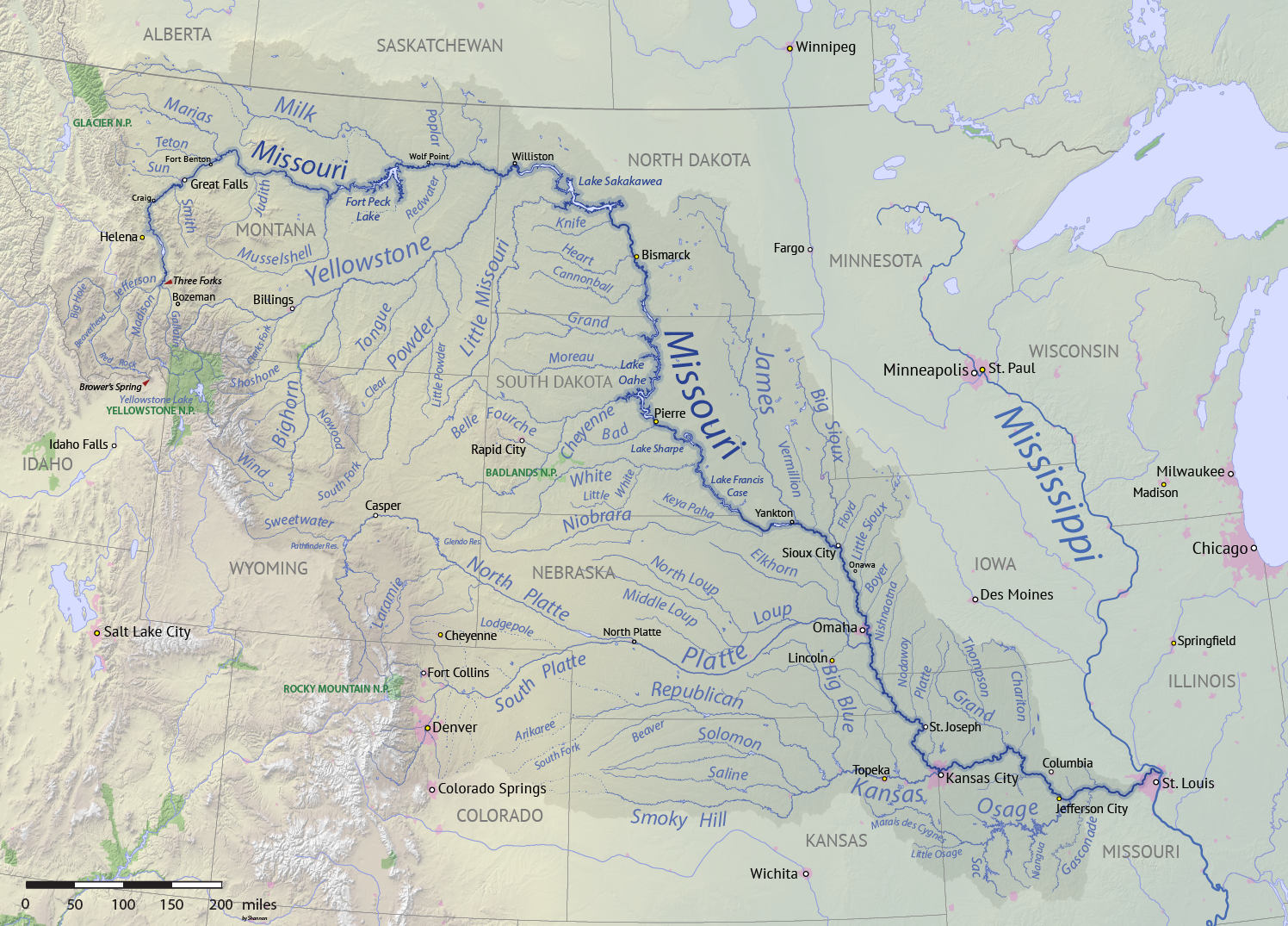
El riu Missouri forma la part de la seva frontera oest amb Nebraska.

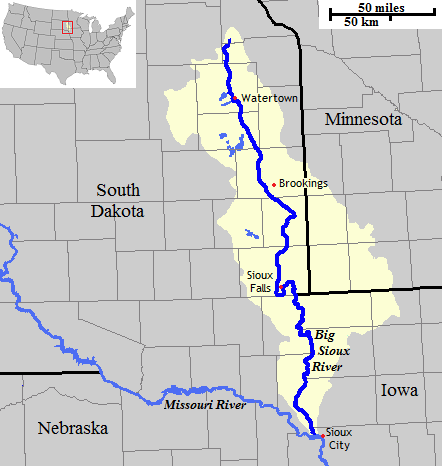
El riu Big Sioux marca la seva frontera nord-occidental amb Dakota del Sud.

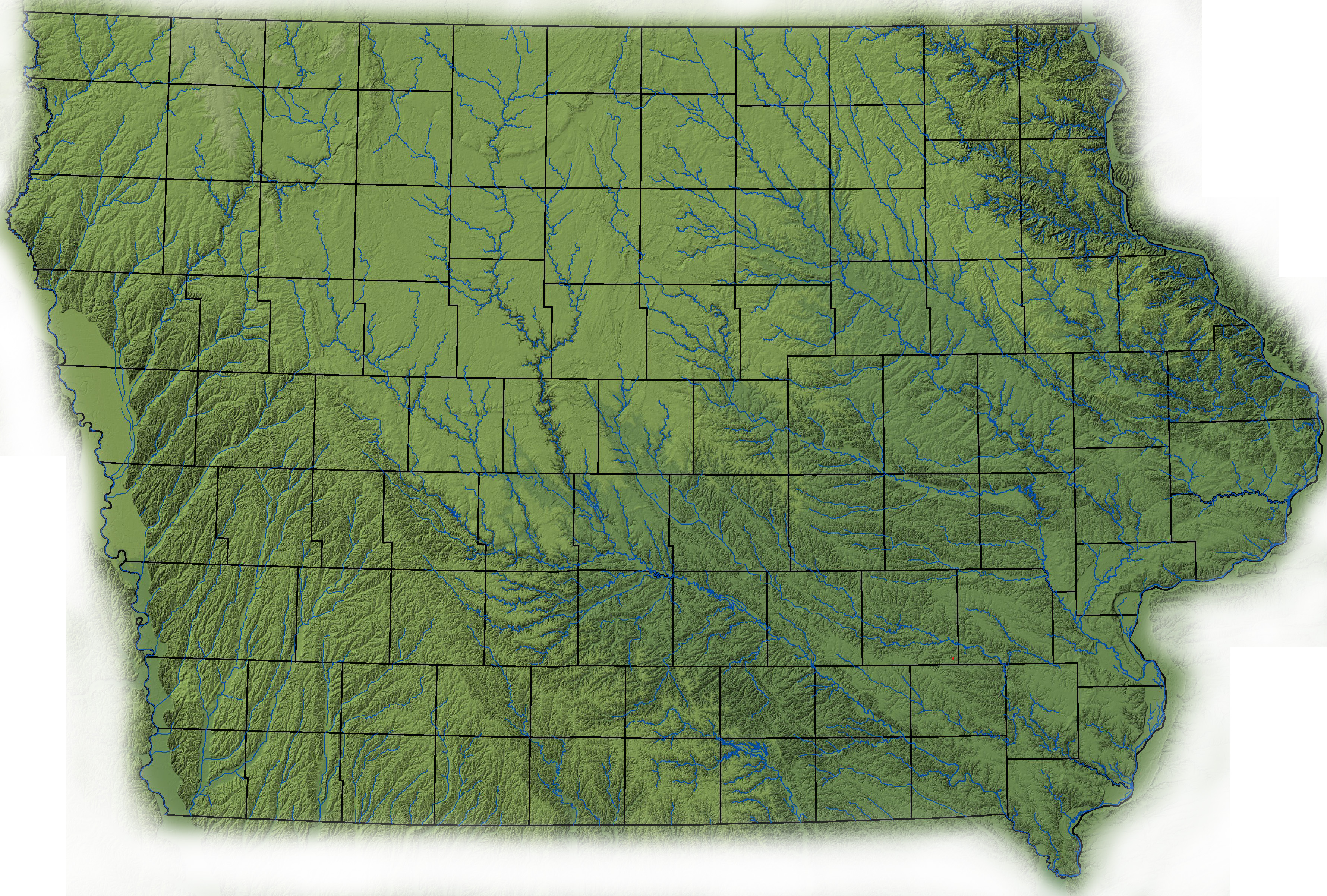
Mapa topogràfic d'Iowa amb els seus comtats i els principals cursos d'aigua.

Iowa fa frontera amb els estats de Minnesota al nord, de Nebraska a l'oest, de Dakota del Sud al nord-oest, de Missouri al sud, de Wisconsin al nord-est i d'Illinois a l'est. El riu Mississipi constitueix la frontera oriental de l'estat, i el riu Missouri la frontera oest. Iowa té 99 comtats. La capital de l'estat, Des Moines, es troba al comtat de Polk.
Hi ha diversos llacs naturals a l'estat, els més importants són els llacs Spirit, West Okoboji i East Okoboji, al nord-oest d'Iowa. Els llacs artificials més importants són el d'Odessa, Saylorville, Red Rock, Coralville, MacBride i Rathbun.
La topografia de l'estat està formada per planes amb ondulacions suaus. Hi ha turons de loess al llarg de la frontera occidental de l'estat, alguns dels quals tenen una profunditat de centenars de peus. Al nord-est, al llarg del riu Mississipi, hi ha una secció de la Driftless Zone, que a Iowa consisteix en turons baixos coberts d'un paisatge de coníferes, un paisatge no associat generalment amb aquest estat.
El punt de menor elevació és Keokuk, al sud-est, amb 146 m, i el punt més elevat, amb 509 m d'alçada, és el Hawkeye Point, que es troba al nord de la ciutat de Sibley, al nord-oest de l'estat. L'elevació mitjana de l'estat és de 335 m. Considerant la mida del territori (145.743 km²), hi ha molt poca diferència d'elevació.
Iowa té la mitjana més alta de concentracions de radó de la nació a causa de la significativa glaciació que va aixafar les roques granítiques de l'Escut canadenc i es va dipositar al sòl, enriquint les terres de conreu d'Iowa. A causa de la gran superfície de l'àrea de terra rocosa, el radó s'allibera com a gas en ebullició des del sòl. Moltes ciutats de l'estat, com Iowa City, han aprovat exigències de resistència al radó per a la construcció de tots els nous habitatges.